# Holzminde
Die Holzminde, im Oberlauf auch Rotes Wasser genannt, ist ein etwa 17 km langer, rechter bzw. südöstlicher Nebenfluss der Weser im Landkreis Holzminden in Niedersachsen (Deutschland). 

## Verlauf
Der Bach entspringt im Zentrum des Mittelgebirges Solling knapp 2,8 km südsüdwestlich des Großen Ahrensbergs bzw. rund 2,6 km westsüdwestlich der Großen Blöße (Entfernungen je Luftlinie). Er entfließt auf etwa 450 m ü. NN dem Hochmoor und Naturschutzgebiet Mecklenbruch, das sich nahe Silberborn befindet.
Die Holzminde verläuft anfangs in südsüdwestlicher Richtung durch Silberborn nach Neuhaus im Solling, wo sie in Richtung Nordwesten abknickt. Fortan fließt sie als Mittelgebirgsbach mit typischer Auenlandschaft in nordwestlicher Richtung durch Fohlenplacken und das Rumohrtal entlang der Kreisstraße 50, die Neuhaus mit der Stadt Holzminden verbindet. Dabei passiert sie den Staatsforst Holzminden im Norden und den Staatsforst Boffzen im Süden.
Nach dem Verlassen des Sollings erreicht die Holzminde die im Oberen Wesertal gelegene Stadt Holzminden, in der sie durch den Oberen, Mittleren und Unteren Teich fließt. Unmittelbar vor dem zuerst genannten Teich mündet die von Osten kommende Dürre Holzminde ein, die ihr mit Abstand größter Zufluss ist.
Direkt nach dem Durchfließen des Holzminder Stadtgebiets mündet die Holzminde bei Flusskilometer 80 auf etwa 83 m ü. NN in die Weser, die hiesig einen Grenzabschnitt zum westlich befindlichen Nordrhein-Westfalen bildet.

## Rotes Wasser
Der Oberlauf wird auch „Rotes Wasser“ genannt, worauf bereits Johannes Letzner im Zusammenhang mit der Verlegung des Klosters Hethis hinwies. Diese Benennung bezieht sich auf die rötliche Färbung in diesem Flussabschnitt, die von Mittlerem Torfmoos oder Rötlichem Torfmoos im Mecklenbruch herrührt.

## Fotos

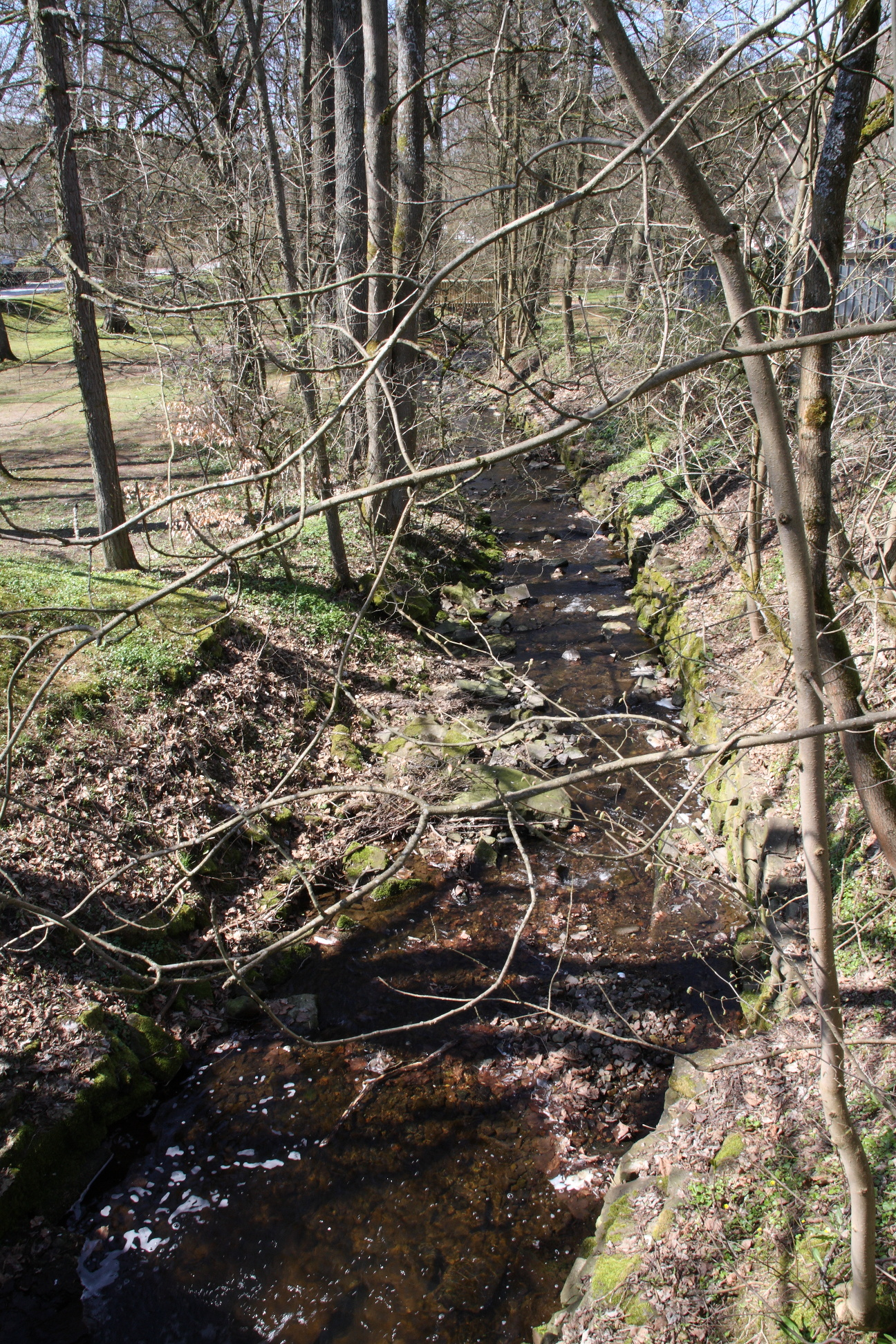
Holzminde in Neuhaus im Solling
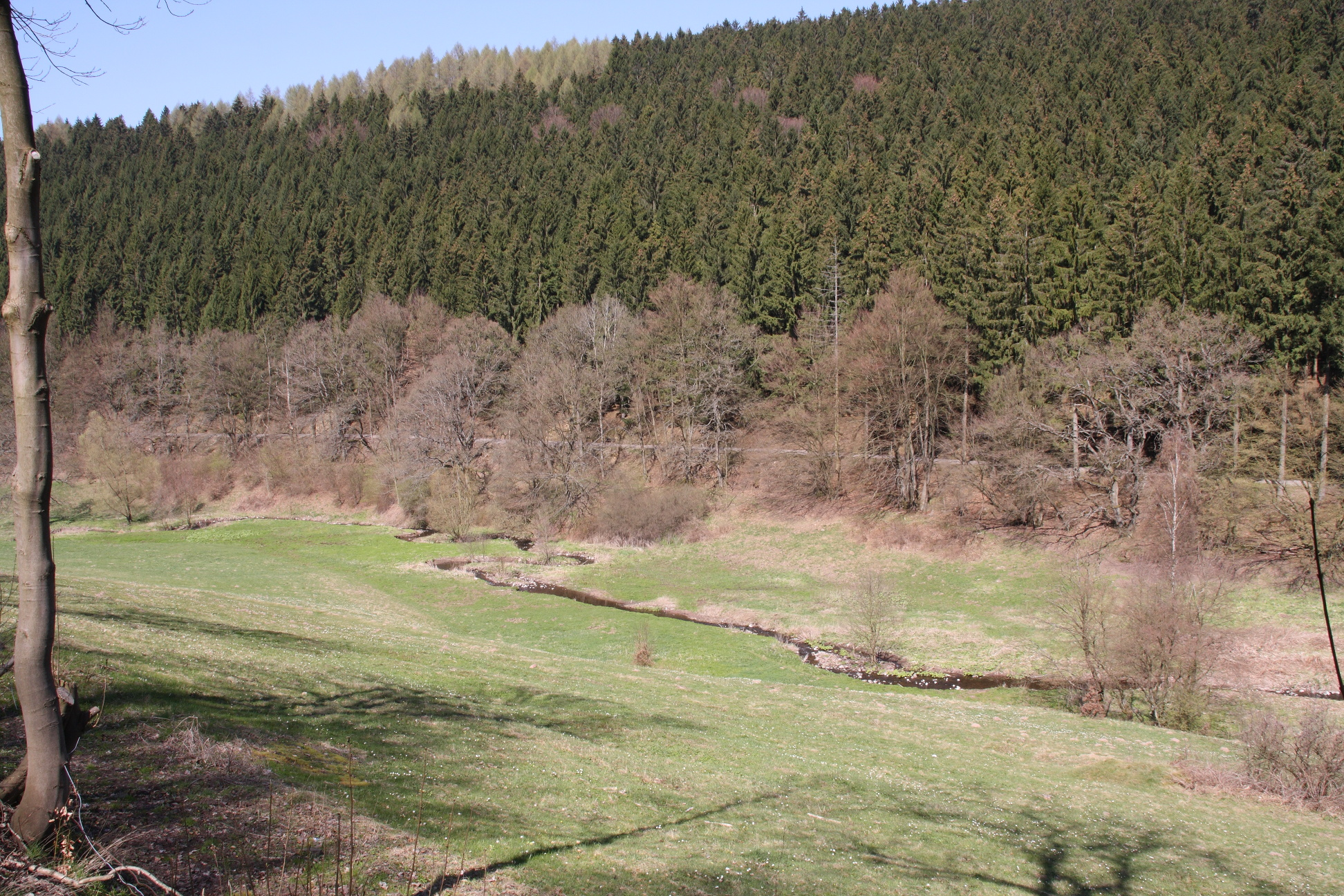
Holzminde mit ausgeprägten Mäandern im Rumohrtal
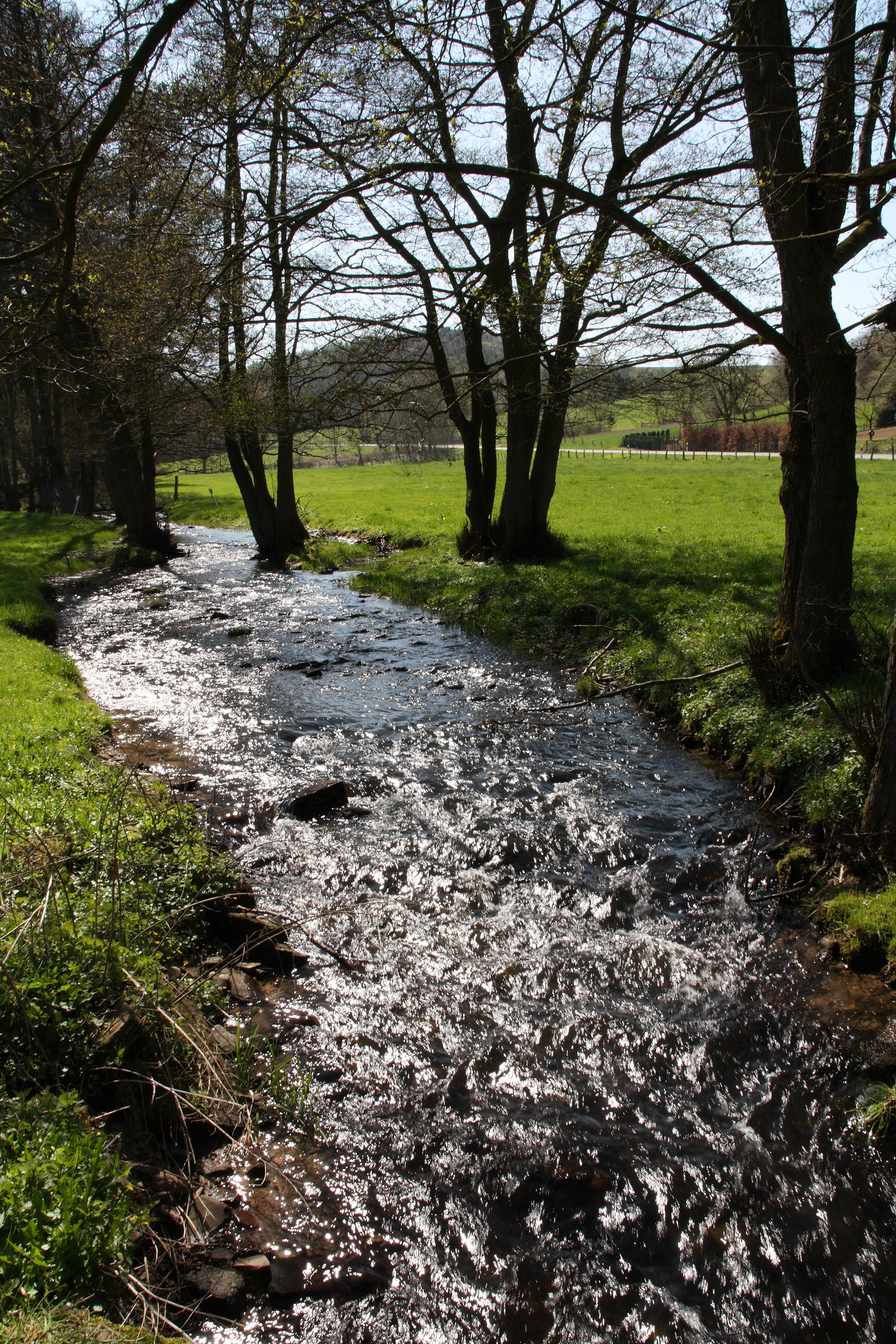
Holzminde im unteren Rumohrtal
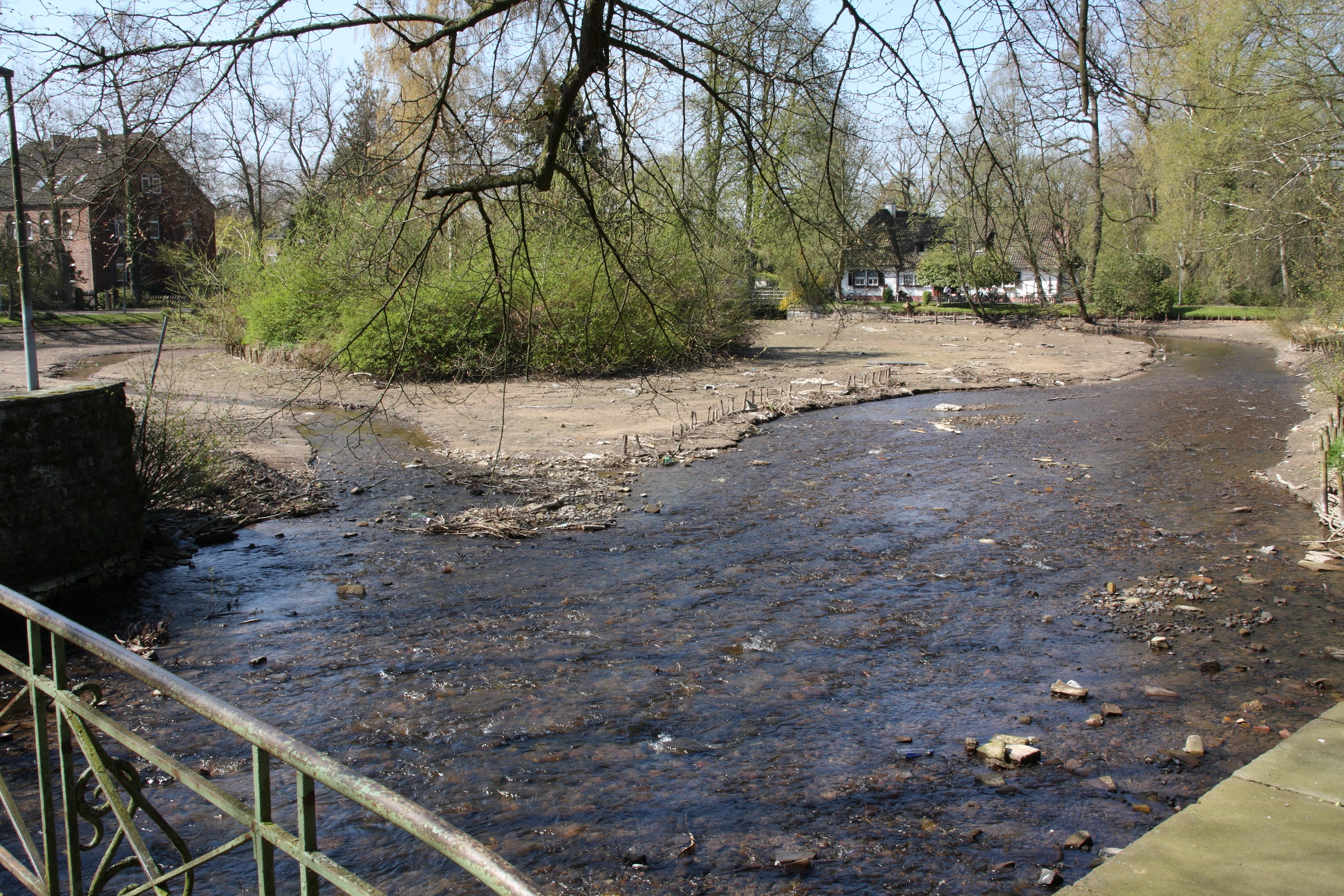
Holzminde im Mittleren Teich in Holzminden bei abgelassenem Teichwasser